# David Cubedo Echevarría
David Cubedo Echevarría (Madrid, 20 de juliol de 1915 - Madrid, † 5 de desembre de 1996) fou un periodista espanyol.
Va començar la seva activitat professional en 1934 com a locutor de EAQ Radiodifusió Iber Americana, una emissora que transmetia per a Amèrica Llatina i que va ser la predecessora de Radio Exterior de España. Després de la Guerra Civil Espanyola, el 1940, ingressa a Radio Nacional de España.
Entre les informacions que li va correspondre cobrir, es recorden la mort de Eisenhower o el reportatge sobre el viatge d'Eva Perón a Espanya en 1947.
Va ser també una de les veus habituals del NO-DO a Espanya. Pioner de la televisió a Espanya, s'incorpora a Televisió Espanyola en l'època de les emissions en proves, i es converteix, al costat de Jesús Álvarez en el primer presentador del Telediario, a més de Redactor-Cap dels serveis informatius. El 1968 li fou concedida la Creu del Mèrit Militar de primera classe.
Va romandre al capdavant de Telediario fins al 1970, encara que segueix lligat a TVE, presentant espais com España pregunta i Desde cualquier rincón. Nomenat cap del departament de locució, roman en el càrrec fins a finals de la dècada dels setanta. Va romandre a TVE fins a la seva jubilació, el 1984.
En 1963 va rebre el Premi Antena de Oro, per la seva labor en televisió.